# العلاقات البحرينية البنمية
العلاقات البحرينية البنمية هي العلاقات الثنائية التي تجمع بين البحرين وبنما.

## مقارنة بين البلدين
هذه مقارنة عامة ومرجعية للدولتين:
| وجه المقارنة                                              | البحرين       | بنما                      |
| --------------------------------------------------------- | ------------- | ------------------------- |
| المساحة (كم2)                                             | 765           | 74.18 ألف                 |
| عدد السكان (نسمة)                                         | 1.49 مليون    | 4.10 مليون                |
| الكثافة السكانية (ن./كم²)                                 | 194.77 ألف    | 55.27                     |
| العاصمة                                                   | المنامة       | بنما                      |
| اللغة الرسمية                                             | اللغة العربية | اللغة الإسبانية           |
| العملة                                                    | دينار بحريني  | بالبوا بنمي، دولار أمريكي |
| الناتج المحلي الإجمالي (بليون دولار)                      | 35.31 مليار   | 61.84 مليار               |
| الناتج المحلي الإجمالي (تعادل القوة الشرائية) بليون دولار | 64.16 مليار   | 87.37 مليار               |
| الناتج المحلي الإجمالي الاسمي للفرد دولار أمريكي          | 22.60 ألف     | 13.27 ألف                 |
| الناتج المحلي الإجمالي للفرد دولار أمريكي                 | 45.50 ألف     | 20.89 ألف                 |
| مؤشر التنمية البشرية                                      | 0.824         | 0.780                     |
| رمز المكالمات الدولي                                      | +973          | +507                      |
| رمز الإنترنت                                              | .bh           | .pa                       |
| المنطقة الزمنية                                           | ت ع م+03:00   | 00                        |

## منظمات دولية مشتركة
يشترك البلدان في عضوية مجموعة من المنظمات الدولية، منها:
| علم المنظمة | اسم المنظمة                               | تاريخ انضمام البحرين | تاريخ انضمام بنما |
| ----------- | ----------------------------------------- | -------------------- | ----------------- |
|             | يونسكو                                    | 18 يناير 1972        | 10 يناير 1950     |
|             | الفريق المعني برصد الأرض                  | ?                    | ?                 |
|             | مؤسسة التمويل الدولية                     | 22 سبتمبر 1995       | 20 يوليو 1956     |
|             | المركز الدولي لتسوية المنازعات الاستشارية | 15 مارس 1996         | 8 مايو 1996       |
|             | منظمة حظر الأسلحة الكيميائية              | ?                    | ?                 |
|             | منظمة التجارة العالمية                    | ?                    | ?                 |
|             | وكالة ضمان الاستثمار متعدد الأطراف        | 12 أبريل 1988        | 21 فبراير 1997    |
|             | الاتحاد البريدي العالمي                   | ?                    | ?                 |
|             | منظمة الشرطة الجنائية الدولية             | ?                    | ?                 |
|             | الأمم المتحدة                             | 21 سبتمبر 1971       | 13 نوفمبر 1945    |
|             | الاتحاد الدولي للاتصالات                  | 1975                 | 14 يوليو 1914     |
|             | البنك الدولي للإنشاء والتعمير             | 15 سبتمبر 1972       | 14 مارس 1946      |

## وصلات خارجية
- موقع وزارة الخارجية البحرينية
- موقع وزارة الخارجية البنمية